# Марасена
Марасена (шп. Maracena) град је у Шпанији у аутономној заједници Андалузија у покрајини Гранада. Према процени из 2017. у граду је живело 22 059 становника.

## Становништво
Према процени, у граду је 2017. живело 22 059 становника.
| 2017.  |
| ------ |
| 22.059 |

## Партнерски градови
- Zug
- Western Sahara
- Илијуполи